# 間下隼人
間下 隼人（ました はやと、1986年8月20日 - ）は、日本のプロレスラー、格闘家。福岡県遠賀郡芦屋町出身。佐山聡（初代タイガーマスク）が主宰するストロングスタイルプロレスと掣圏真陰流に所属。第17代レジェンドチャンピオン、第4代UWAアジアパシフィックヘビー級王者。掣圏真陰流初段。事実上、佐山聡の最後の弟子になる。団体内で唯一マスクを被っていない選手であり、その事から「虎になれなかった男」と親しみを込めて呼ばれる。

## 経歴
2006年リアルジャパンプロレス入門。
2007年9月21日に後楽園ホールでデビュー
2014年、結婚を発表。相手は一般女性であり、梅田彩佳似と報じられた。ちなみにアイドルには興味がない。
2019年、リアルジャパンプロレスからストロングスタイルプロレスへ改称し、よりプロレスに特化した興行スタイルとなる。スーパー・タイガーとはライバル同士で、ともにタイトルマッチを行うなど2トップとなっている。
2020年3月、自身初となる第4代UWAアジアパシフィックヘビー級のタイトルを獲得。
2021年12月、兄弟子スーパー・タイガーとレジェンドチャンピオンシップを賭けて戦うも敗北。この年の団体ベストバウトを受賞。
2022年10月、流失したレジェンドチャンピオンシップを取り戻すため、真霜拳號と2AW無差別級、レジェンドチャンピオンシップの二冠戦挑戦も敗北。
2023年2月、真霜拳號からタイガースープレックスホールドで勝利しレジェンドチャンピオンシップを初戴冠。

## 得意技
- FSR（フィッシャーマンズスープレックスライオット）

変形フィッシャーマンズ・スープレックスホールド。師匠である初代タイガーマスクにアドバイスを受け、対スーパー・タイガー用に開発。通常のフィッシャーマンと異なり滞空が長く高さがある。現在のフィニッシュホールド。
- リアルデンジャラスバックドロップ

デビュー時より愛用する垂直落下式バックドロップ。デビュー前日に師である佐山聡から教わったもの。背筋力とブリッジの柔らかさを指摘され、師匠の教え通りブリッジの利いた強烈な垂直落下式のバックドロップを披露する。間下自身「使い続けてもっと強力な必殺技にしたい。」と答えている。この記事は週プロモバイルのコラムに掲載され、この担当者がリアルデンジャラスバックドロップと名付けて呼ばれ始める。
- 長渕キック（ケンカキック）

動作が長渕剛の様なケンカキック。
- 飛びヤクザ

コーナーから走り込んでのジャンピングケンカキック、コーチの日高郁人のアドバイスで威力の高い技に進化。フィニッシュへの一連の流れで出すことが多い。
- オーバードライブ

変形STO。チキンウィングフェイスロックを回転させレインメーカー式で使用したり、ランニング式でも使用。ジョジョの奇妙な冒険の波紋から。
- シアーハートアタック

エプロンからの強烈なPK。ジョジョの奇妙な冒険の吉良吉影のスタンド名から。
- マスク剥ぎ

スーパー・タイガー戦で見せた初代タイガーマスクvs小林邦昭戦を彷彿とさせる反則技。
- 爆裂ミドルキック

手足の長さと全体重を乗せた強烈なミドルキック。
- ハイキック

師匠、佐山聡直伝の強烈な蹴り。真霜拳號とのダブルタイトルマッチで真霜の鼓膜を破っている。
- ダイビングヘッドバット

関根“シュレック”秀樹戦で初披露。181cm110kgから繰り出される飛距離と威力は抜群。
- タイガースープレックスホールド

奥の手。レジェンド王座初戴冠の真霜拳號戦の際に初披露。クラッチは佐山式。

## 人物
佐山聡の弟子らしく礼儀などしっかりしているが、かなりのヲタク気質で多彩な趣味を持つ。
特にアイドルの追っかけに至っては中学生の時に後藤真希をTVで見て衝撃を受け全国各地にモーニング娘。のコンサートを見に行っていたという、高校生になると私設親衛隊にも加入し海外のファンクラブイベントにも参加していたほど。最推しは道重さゆみでピンクの特攻服にうさぎの自作うちわでコンサートを見に行ってた。
レスラーになってからは元AKB48の倉持明日香を長い間応援していた、以前から雑誌やメディアなどでも公言している。秋葉原で行われている劇場公演や握手会、イベントなど頻繁に参加していた。この熱狂度が伝わり、ツイッターなどで倉持明日香本人がたまに取り上げている。
2022年度週刊プロレス、プロレスラー名鑑では原点に戻り好きな有名人を道重さゆみに。本人曰く、永遠の憧憬。
ヲタクであることを誇りに思っている。インタビュー等でヲタクがバックボーン、ヲタクにならなかったらレスラーになれなかった。と答えている。ヲタクになったことで多くの人と出会い、色んな体験をしたと語った。
2010年11月27日。故郷の福岡県遠賀郡芦屋町で開催された、第八回芦屋町教育フォーラムに芦屋中学OBとして出席。中学生や保護者などに熱く夢を語った。
日の目の見ない時期が長く続くも耐えに耐え続け（リアルジャパンプロレスがレジェンドクラスの選手が多く参戦していたため）、2020年に自身初となるタイトルを奪取すると急成長。2021年には唯一の兄弟子であるスーパー・タイガーと抗争。2021年10月21日ストロングスタイルプロレス後楽園ホール大会のメインイベントで15年目にしてスーパー・タイガーからこの日のために開発した変形フィッシャーマンスープレックスホールドで勝利を収める。初代タイガーマスク40周年記念興行・ゲストに虎ハンター小林邦昭が来場。タイガーからフィッシャーマンで勝つというシチュエーションに会場は大いに盛り上がった。この勝利でレジェンド王座への挑戦権を獲得する。
2021年12月9日ストロングスタイルプロレス新宿FACE大会で前団体も含め初の同門タイトルマッチを行う。初代タイガーマスクvs小林邦昭戦を彷彿とさせる感情剥き出しのファイトでスーパー・タイガーを追い詰めるも敗戦。ストロングスタイルプロレスでの2021年ベストバウトを受賞する試合となった。
2022年1月23日第3回タイガーサポーターズマッチではスーパー・タイガーが新型コロナウイルスに感染、当日欠場発表とチャンピオン不在の中、第二試合だった対戦カードの間下隼人、政宗vs阿部史典、櫻井匠がメインイベントに変更。間下が櫻井匠からFSRで勝利すると試合後マイクで「この団体は、スーパータイガーだけじゃない。タイガークイーンだけじゃない。この俺、間下隼人もいる。俺が、2022年、寅年、ちなみに年男、この間下隼人がストロングスタイルプロレス引っ張っていくから楽しみにしといてちょーだい。ありがとうございました！」と今まで触れていなかったタイガークイーンについて発言するなど新たな展開を見せた。
この時期から師である佐山聡からヘビー級の転向指示があり日高郁人指導の下、肉体改造をはじめる。約5ヶ月で90kgから106kgまで増量に成功。この肉体改造が成長の鍵の一つとなり、一気にトップ戦線に立ちはじめる。
週刊プロレスNo.2164号2022年イチオシ選手にキャリア15年にして選ばれる。この企画は若手が選考される傾向があるため、間下が選ばれたことは異例であり団体内だけではなく団体外からの評価も上がってきている。虎になれなかった男という間下の反骨心を表したキャッチコピーも生まれている。
2022年8月、2AWの真霜拳號がレジェンドチャンピオンシップを奪取。流失したベルトを追う形で2AWに単身乗り込み快進撃を続けると、10月にはレジェンドチャンピオンシップと2AW無差別級の2つを賭けたダブルタイトルマッチまで抗争が発展。試合序盤から打撃とラフ、喧嘩ストロングスタイルで真霜を苦しめるも真剣2連発で惜敗。試合後のマイクで真霜は間下を認める発言をしている。この試合で間下は強烈なハイキックで真霜の左耳鼓膜を破っており、佐山聡の弟子ならではの打撃力を見せた。
2023年2月、ストロングスタイルプロレス後楽園ホール大会でレジェンド王座を賭け真霜拳號に再挑戦。序盤から真霜の徹底した足攻めに苦しむも耐えに耐え、この大会より声出し解禁となった場内の歓声に後押しされながら徐々に反撃、最後はリアルデンジャラスバックドロップ、ハイキック、延髄斬り、長渕キックと次々と繰り出し最後は師匠佐山聡の必殺技、タイガースープレックスホールドで場内の大歓声とともに3カウントを奪う。入門から16年半、ようやく手に入れた団体の至宝を腰に巻いた間下は思わず漢泣き。場内からも拍手と感動に包まれた。
だがこの試合で右母指CM関節内粉砕骨折、右母指脱臼、右中指骨陥没骨折、右母指靱帯断裂の大怪我を負い引退も視野に入る。しかし1ヶ月後の3月18日に地元福岡凱旋が決まっておりこの試合に強行出場。見事勝利を飾るもその後、手術。6月には早期復帰を果たしている。
2023年8月31日、ストロングスタイルプロレス後楽園ホール大会で将軍岡本と初防衛戦を行う。当初は関根シュレック秀樹とのタイトルマッチだったが関根のケガにより、急きょ岡本に変更。圧倒的パワーに押されていた間下だったが140kgの岡本を投げきりFSRから3カウントを奪い初防衛に成功。
2023年12月7日、ストロングスタイルプロレス後楽園ホール大会で関根“シュレック”秀樹とタイトルマッチを行う。シュレックのパワーと強烈なアイアンクロー、間下の打撃で激しい攻防戦を展開、終盤FSRが返されると初公開となるダイビングヘッドバット、そして師である初代タイガーマスクの必殺技、タイガースープレックスホールドでシュレックの巨体を投げきり2度目の防衛に成功。試合後は互いの健闘を讃え両者座礼、抱擁で会場は拍手に包まれた。週刊プロレスはこの試合を虎が宿りし王者と称し間下の成長を讃えた。
その後、アレクサンダー大塚を下し3度目の防衛に成功。次期挑戦者に間下自身がプロレスラーを志すキッカケになった村上和成を指名。2024年6月20日ストロングスタイルプロレス後楽園ホール大会で憧れの村上和成とタイトルマッチを行う。序盤から場外戦で激しくやり合い、村上の椅子攻撃、鉄柱攻撃で大流血。血まみれにされた間下が最後まで粘りFSRまで持ち込むも村上が強烈なカウンターパンチ、STO2連発、顔面蹴り上げを食らい4度目の防衛に失敗、敗北する。ストロングスタイルプロレスでの流血戦は非常に珍しく、おびただしい血の量に場内は熱狂と悲鳴に包まれる、村上もグローブに着いた血を顔に塗りたくるなどの狂気を見せ、間下も初の流血戦にも臆することなくお互いのファイトスタイルが完全にマッチしストロングスタイルプロレスでのベストバウトと評価される。

## 入場テーマ曲
- 転がる石になれ チームK ver （AKB48）
- 悪童会-クソッタレ行進曲-（ゴシップ）2020年より使用